# Parafia Wszystkich Świętych w Golejewku
Parafia Wszystkich Świętych w Golejewku – parafia rzymskokatolicka, znajdująca się w archidiecezji poznańskiej, w dekanacie jutrosińskim.